# Damernas K-2 500 meter i kanotsport vid olympiska sommarspelen 1992
Damernas K-2 500 meter vid olympiska sommarspelen 1992 hölls i Castelldefels i Spanien. 

## Medaljörer
| Gren         | Guld                                   | Silver                                      | Brons                        |
| K2 500 meter | Tyskland Ramona Portwich Anke von Seck | Sverige Agneta Andersson Susanne Gunnarsson | Ungern Rita Kőbán Éva Dónusz |

## Resultat

### Heat
| Heat 1 |                                               |         |  |
| 1,     | Ramona Portwich och Anke von Seck (GER)       | 1:41,82 |  |
| 2,     | Rita Kőbán och Éva Dónusz (HUN)               | 1:42,54 |  |
| 3,     | Sanda Toma och Carmen Simion (ROU)            | 1:44,26 |  |
| 4,     | Anna Wood och Kerri Randle (AUS)              | 1:44,76 |  |
| 5,     | Jeanette Knudsen och Yvonne Knudsen (DEN)     | 1:45,82 |  |
| 6,     | Belén Sánchez och Joaquina Costa (ESP)        | 1:46,64 |  |
| 7,     | Hege Brannsten och Ingeborg Rasmussen (NOR)   | 1:49,58 |  |
| Heat 2 |                                               |         |  |
| 1,     | Agneta Andersson och Susanne Gunnarsson (SWE) | 1:42,23 |  |
| 2,     | Zhao Xiaoli och Ning Menghua (CHN)            | 1:43,07 |  |
| 3,     | Pavlína Jobánková och Jitka Janáčková (TCH)   | 1:47,66 |  |
| 4,     | Miyuki Kobayashi och Keiko Muto (JPN)         | 1:48,40 |  |
| 5,     | Bonka Pindzheva och Mariya Kichukova (BUL)    | 1:50,04 |  |
| Heat 3 |                                               |         |  |
| 1,     | Alison Herst och Klara MacAskill (CAN)        | 1:43,73 |  |
| 2,     | Izabela Dylewska och Elżbieta Urbańczyk (POL) | 1:45,19 |  |
| 3,     | Sabine Goetschy och Bernadette Brégeon (FRA)  | 1:47,66 |  |
| 4,     | Irina Samoylova och Galina Savenko (EUN)      | 1:46,06 |  |
| 5,     | Lesley Carstens och Dene Simpson (RSA)        | 1:52,02 |  |
| 6,     | Cathy Marino-Geers och Traci Phillips (USA)   | 1:53,52 |  |

### Semifinaler
| Semifinal 1 |                                               |         |    |
| 1,          | Ramona Portwich och Anke von Seck (GER)       | 1:40,50 | QF |
| 2,          | Alison Herst och Klara MacAskill (CAN)        | 1:42,30 | QF |
| 3,          | Sanda Toma och Carmen Simion (ROU)            | 1:42,35 | QF |
| 4,          | Zhao Xiaoli och Ning Menghua (CHN)            | 1:42,86 | QF |
| 5,          | Jeanette Knudsen och Yvonne Knudsen (DEN)     | 1:43,58 | QF |
| 6,          | Sabine Goetschy och Bernadette Brégeon (FRA)  | 1:43,61 |    |
| 7,          | Anna Wood och Kerri Randle (AUS)              | 1:44,05 |    |
| 8,          | Irina Samoylova och Galina Savenko (EUN)      | 1:45,20 |    |
| 9,          | Miyuki Kobayashi och Keiko Muto (JPN)         | 1:46,38 |    |
| Semifinal 2 |                                               |         |    |
| 1,          | Rita Kőbán och Éva Dónusz (HUN)               | 1:40,63 | QF |
| 2,          | Agneta Andersson och Susanne Gunnarsson (SWE) | 1:41,08 | QF |
| 3,          | Izabela Dylewska och Elżbieta Urbańczyk (POL) | 1:43,50 | QF |
| 4,          | Belén Sánchez och Joaquina Costa (ESP)        | 1:53,37 | QF |
| 5,          | Cathy Marino-Geers och Traci Phillips (USA)   | 1:45,50 |    |
| 6,          | Pavlína Jobánková och Jitka Janáčková (TCH)   | 1:45,95 |    |
| 7,          | Hege Brannsten och Ingeborg Rasmussen (NOR)   | 1:47,48 |    |
| 8,          | Bonka Pindzheva och Mariya Kichukova (BUL)    | 1:50,28 |    |
| 9,          | Lesley Carstens och Dene Simpson (RSA)        | 1:54,80 |    |

### Final
| Guld   | Ramona Portwich och Anke von Seck (GER)       | 1:40,29 |
| Silver | Agneta Andersson och Susanne Gunnarsson (SWE) | 1:40,41 |
| Brons  | Rita Kőbán och Éva Dónusz (HUN)               | 1:40,81 |
| 4,     | Sanda Toma och Carmen Simion (ROU)            | 1:42,12 |
| 5,     | Alison Herst och Klara MacAskill (CAN)        | 1:42,14 |
| 6,     | Izabela Dylewska och Elżbieta Urbańczyk (POL) | 1:42,44 |
| 7,     | Zhao Xiaoli och Ning Menghua (CHN)            | 1:42,46 |
| 8,     | Jeanette Knudsen och Yvonne Knudsen (DEN)     | 1:43,98 |
| 9,     | Belén Sánchez och Joaquina Costa (ESP)        | 1:44,96 |